# Renan Problema
Thalles Renan Ferreira, mais conhecido como Renan Problema, (Porangatu, 23 de novembro de 1989) é um lutador profissional brasileiro de artes marciais mistas que compete na divisão peso-pesado da Professional Fighters League (PFL). Lutador profissional de MMA desde 2013, já competiu na Legacy Fighting Alliance (LFA) e já ganhou o Campeonato Peso Pesado da PFL de 2023.

## Biografia
Antes de seguir carreira em tempo integral na luta, Ferreira trabalhou como segurança particular e operário da construção civil. Sua jornada começou com um treinamento de jiu-jitsu em um projeto social para crianças de baixa renda em Brasília em 2013. Três anos depois, ao se mudar para o Rio de Janeiro, ele deixou seus empregos anteriores para se dedicar exclusivamente ao MMA.
Sua mudança para o Rio marcou uma virada em sua carreira no octógono, já que ele treinou na academia das lendas do MMA, os gêmeos Big Nog e Lil Nog. Na academia, ele interagiu com ex-craques do UFC como Jacaré Souza e Junior Cigano.
Além disso, Ferreira foi convidado para interpretar Werdum em um filme biográfico sobre a lenda do jiu-jitsu Fernando Tererê, intitulado "O Faixa Preta".

## Carreira em artes marciais mistas

### Início de carreira
Ferreira começou sua carreira profissional no MMA em 2013 e acumulou um recorde de 5–1 antes de assinar com a Legacy Fighting Alliance.

### Aliança de Combate Legado
Em sua estreia no LFA, Ferreira enfrentou Brett Martin em 28 de junho de 2019, no LFA 70. Ele perdeu a luta por desqualificação devido a golpes ilegais.
Ferreira enfrentou Jared Vanderaa em 30 de agosto de 2019, no LFA 74. Ele venceu a luta por finalização com triângulo no segundo round.

### Liga de lutadores profissionais

#### Temporada 2021
Ferreira fez sua estreia na promoção contra Fabrício Werdum em 6 de maio de 2021, no PFL 3. Ele venceu a luta inicialmente por nocaute técnico no primeiro round. No entanto, o resultado foi cercado de controvérsia, já que os replays mostraram Ferreira batendo enquanto Werdum o prendeu em um triângulo logo antes de Ferreira finalizar Werdum. Em 10 de maio, o Conselho de Controle Atlético do Estado de Nova Jersey anunciou que a vitória de Ferreira por nocaute técnico contra Werdum foi anulada para sem resultado devido à controvérsia da paralisação.
Ferreira estava programado para enfrentar o campeão peso-pesado da temporada de 2019 da Professional Fighters League, Ali Isaev, em 25 de junho de 2021, no PFL 6. No entanto, Isaev foi forçado a se retirar do evento após não ter autorização médica para competir e foi substituído pelo novato da PFL Stuart Austin. Austin, no entanto, foi retirado da luta por razões desconhecidas e substituído pelo lutador da PFL, Carl Seumanutafa. Ferreira venceu a luta por decisão unânime.

#### Temporada 2022
Começando a temporada de 2022, Ferreira enfrentou Jamelle Jones em 28 de abril de 2022, no PFL 2. Ele venceu a luta por nocaute no primeiro round.
Ferreira enfrentou Klidson Abreu em 24 de junho de 2022, no PFL 5. Ele inicialmente perdeu a luta por decisão unânime. No entanto, a Comissão Atlética e de Entretenimento da Geórgia anulou o resultado da luta para sem competição, depois que Abreu foi reprovado em um teste de drogas para substâncias não especificadas.
Ferreira enfrentou Ante Delija no dia 13 de agosto de 2022, no PFL 8. Ele perdeu a luta por nocaute técnico no primeiro round.

#### Temporada 2023
Ferreira começou a temporada de 2023 contra Rizvan Kuniev em 7 de abril de 2023, no PFL 2. Ele inicialmente perdeu a luta por decisão unânime, mas o resultado foi alterado para sem competição quando Kuniev falhou em um teste de drogas.
Ferreira enfrentou Matheus Scheffel no dia 16 de junho de 2023, no PFL 5. Ele venceu a luta por nocaute no primeiro round.
Nas semifinais, Ferreira enfrentou Maurice Greene em 18 de agosto de 2023, no PFL 8. Ele venceu a luta por nocaute no primeiro round.
Indo para a final do torneio dos pesos pesados, Ferreira enfrentou Denis Goltsov em 24 de novembro de 2023, no PFL 10. Ele venceu a luta por nocaute técnico no segundo round para ganhar o torneio dos pesos pesados de 2023 e o prêmio coletivo de US$ 1 milhão.

#### 2024
Ferreira enfrentou o campeão peso-pesado do Bellator, Ryan Bader, em uma luta crossover de três rounds sem título em 24 de fevereiro de 2024, no PFL vs. Bellator. Ele venceu a luta por nocaute vinte e um segundos após o início do primeiro round.
Em agosto de 2024, foi confirmado que Ferreira enfrentaria o camaronês Francis Ngannou, ex-campeão peso-pesado do UFC, no combate principal do PFL Super Fights: Battle of the Giants. Na luta realizada no dia 19 de outubro, que contou com a presença do astro Cristiano Ronaldo na plateia, Ngannou se impôs e nocauteou o brasileiro no primeiro round.

## Campeonatos e conquistas
- Liga de lutadores profissionais
  - Campeonato de Pesos Pesados da PFL de 2023
  - PFL Champions vs. Bellator Champions Super Belt (Uma vez)

## Registro de artes marciais mistas
| Cartel no MMA |           |           |
| 4 lutas       | 1 vitória | 0 derrota |
| Por decisão   | 1         | 0         |
| No contest    | 3         | 3         |

| Res.          | Cartel   | Oponente         | Método                      | Evento               | Data                                                                               | Round | Tempo | Local                                     | Notas |
| ------------- | -------- | ---------------- | --------------------------- | -------------------- | ---------------------------------------------------------------------------------- | ----- | ----- | ----------------------------------------- | --- |
| Venceu        | 13–3 (3) | Ryan Bader       | TKO (punches)               | PFL vs. Bellator     | 2024 de O primeiro parâmetro é necessário, mas foi fornecido incorretamente! de 24 | 1     | 0:21  | Riyadh, Saudi Arabia                      | For "PFL Champion vs. Bellator Champion" Super Belt. |
| Venceu        | 12–3 (3) | Denis Goltsov    | TKO (punches)               | PFL 10 (2023)        | 2023 de O primeiro parâmetro é necessário, mas foi fornecido incorretamente! de 24 | 2     | 0:26  | Washington, D.C., United States           | Won the 2023 PFL Heavyweight Tournament. |
| Venceu        | 11–3 (3) | Maurice Greene   | KO (punches)                | PFL 8 (2023)         | 2023 de O primeiro parâmetro é necessário, mas foi fornecido incorretamente! de 18 | 1     | 4:46  | New York City, New York, United States    | 2023 PFL Heavyweight Tournament Semifinal. |
| Venceu        | 10–3 (3) | Matheus Scheffel | KO (punch)                  | PFL 5 (2023)         | 2023 de O primeiro parâmetro é necessário, mas foi fornecido incorretamente! de 16 | 1     | 0:50  | Atlanta, Georgia, United States           | |
| Sem resultado | 9–3 (3)  | Rizvan Kuniev    | NC (overturned)             | PFL 2 (2023)         | 2023 de O primeiro parâmetro é necessário, mas foi fornecido incorretamente! de 7  | 3     | 5:00  | Las Vegas, Nevada, United States          | Originally a Decision (unanimous) win for Kuniev; overturned after he tested positive for banned substances.                                             |
| Perdeu        | 9–3 (2)  | Ante Delija      | TKO (punches)               | PFL 8 (2022)         | 2022 de O primeiro parâmetro é necessário, mas foi fornecido incorretamente! de 13 | 1     | 4:31  | Cardiff, Wales                            | 2022 PFL Heavyweight Tournament Semifinal. |
| Sem resultado | 9–2 (2)  | Klidson Abreu    | NC (overturned)             | PFL 5 (2022)         | 2022 de O primeiro parâmetro é necessário, mas foi fornecido incorretamente! de 24 | 3     | 5:00  | Atlanta, Georgia, United States           | Originally a Decision (unanimous) win for Abreu; overturned after he tested positive for banned substances.                                              |
| Venceu        | 9–2 (1)  | Jamelle Jones    | KO (front kick and punches) | PFL 2 (2022)         | 2022 de O primeiro parâmetro é necessário, mas foi fornecido incorretamente! de 28 | 1     | 0:25  | Arlington, Texas, United States           | |
| Venceu        | 8–2 (1)  | Stuart Austin    | KO (punch)                  | PFL 8 (2021)         | 2021 de O primeiro parâmetro é necessário, mas foi fornecido incorretamente! de 19 | 1     | 0:31  | Hollywood, Florida, United States         | |
| Venceu        | 7–2 (1)  | Carl Seumanutafa | Decision (unanimous)        | PFL 6 (2021)         | 2021 de O primeiro parâmetro é necessário, mas foi fornecido incorretamente! de 25 | 3     | 5:00  | Atlantic City, New Jersey, Estados Unidos | |
| Sem resultado | 6–2 (1)  | Fabrício Werdum  | NC (overturned)             | PFL 3 (2021)         | 2021 de O primeiro parâmetro é necessário, mas foi fornecido incorretamente! de 6  | 1     | 2:32  | Atlantic City, New Jersey, United States  | Originally a TKO (punches) win for Ferreira; later ruled a no contest after it was determined Ferreira tapped out to a triangle choke applied by Werdum. |
| Venceu        | 6–2      | Jared Vanderaa   | Submission (triangle choke) | LFA 74               | 2019 de O primeiro parâmetro é necessário, mas foi fornecido incorretamente! de 30 | 2     | 2:37  | Riverside, California, United States      | |
| Perdeu        | 5–2      | Brett Martin     | DQ (illegal strikes)        | LFA 70               | 2019 de O primeiro parâmetro é necessário, mas foi fornecido incorretamente! de 28 | 1     | 3:14  | Madison, Wisconsin, United States         | LFA Heavyweight Tournament Semifinal. |
| Venceu        | 5–1      | Fabrício Almeida | TKO (punches)               | Future FC 3          | 2019 de O primeiro parâmetro é necessário, mas foi fornecido incorretamente! de 22 | 2     | 3:57  | Indaiatuba, Brazil                        | |
| Venceu        | 4–1      | Tiago Cardoso    | KO (punches)                | NCE 30               | 2018 de O primeiro parâmetro é necessário, mas foi fornecido incorretamente! de 15 | 1     | 1:39  | Rio de Janeiro, Brazil                    | |
| Venceu        | 3–1      | Carlos Ruan      | KO (punches)                | FLC 6                | 2017 de O primeiro parâmetro é necessário, mas foi fornecido incorretamente! de 14 | 1     | 3:30  | Rio de Janeiro, Brazil                    | |
| Perdeu        | 2–1      | Vinicius Moreira | Submission (armbar)         | FAM Fight Night 1    | 2016 de O primeiro parâmetro é necessário, mas foi fornecido incorretamente! de 3  | 1     | 3:37  | Goiânia, Brasil                           | For the vacant FAMMA Heavyweight Championship. |
| Venceu        | 2–0      | Alexandre Sabara | TKO (retirement)            | Acai do Japa Fight 2 | 2014 de dezembro de 13                                                             | 2     | N/A   | Paranoá, Brasil                           | |
| Venceu        | 1–0      | Marcio Marques   | TKO (punches)               | MMA Fest: Porangatu  | 2013 de O primeiro parâmetro é necessário, mas foi fornecido incorretamente! de 14 | 1     | 0:43  | Porangatu, Brazil                         | |

| Não | Evento         | Lutar              | Data                    | Local          | Cidade               | Compras de PPV |
| --- | -------------- | ------------------ | ----------------------- | -------------- | -------------------- | -------------- |
| 1.  | PFL x Bellator | Ferreira vs. Bader | 24 de fevereiro de 2024 | Arena do Reino | Riad, Arábia Saudita | Não divulgado  |